# 第334步兵師 (德國國防軍)
第334步兵師（德語：334. Infanterie-Division）是納粹德國國防軍陸軍的一個步兵師。該師於1942年11月組建。
該師組建後，調至突尼西亞，與盟軍作戰。1943年5月，該師在巴杰向盟軍投降並解散。
該師於1943年6月在未完成組建的第80步兵師（德語：80. Infanterie-Division）的基礎下重建，重建後調至意大利，此後一直在當地作戰。
該師於1945年4月改編為第334國民擲彈兵師（德語：334. Volksgrenadier-Division）。
該師最後於1945年5月在意大利北部向美軍投降。

## 註腳
1. ↑  Mitcham（2007年）